# 名創優品
名創優品（MINISO，：MNSO；港交所：9896）是由葉國富于2013年在中國廣東省廣州市創立的零售企業，该企业与三麗鷗、迪士尼、漫威、芭比及哈利波特等进行知识产权（IP）合作、开发IP衍生产品，并生产、销往全球。
2020年10月15日，名创优品于美国纽交所上市。2020年12月，名創優品集团旗下公司推出潮流玩具品牌TOP TOY。2022年7月13日，名创优品于香港交易所上市。截至2025年3月31日，名创优品集团在全球开有7,768家门店，其中名创优品品牌门店为7,488家（在中国大陆的门店数量为4,275家），TOP TOY品牌门店为280家。

## 身分
創立人之一廣東省人大代表葉國富曾指出，該店為日本註冊，在日本有分店的日本品牌，但此「日本血統」的身份備受質疑，香港區總經理回應抄襲指控，因設計師團隊的國籍、簡約設計風格而有相似之處。但市場對此保有其他的聲音，根據南華早報的報導指出，美國舊金山王氏律師事務所（Wang and Wang）的管理合夥人Laura Wen-Yu Young認為創立一個聽起來像日本或韓國的品牌沒有市場限制。她認定這樣的企業最終是否成功, 應該取決市場「由消費者來決定成敗」同時, 時尚文化設計非會議（Fashion Culture Design Unconference）的創辦人暨帕森設計學院（Parsons School of Design）前院長 Simon Collins表示, 外界對MINISO的批評在某種程度上並不成立。他認為「無論是無印良品或優衣庫也不能直接地代表日本品牌」，因為它們是「國際化的品牌」。
據日經新聞報導，從創立人之一三宅順也[[Category:]]透露出，名創優品只是在日本開了個公司，業務都由中國出資，並且也是大多數在中國經營。創立人葉國富回應目前90%商品為中國製造。
2020年，該公司向美國證券交易委員會提交的文件顯示，該公司在開曼群島註冊，主辦公室地址在中國廣州荔灣區和業廣場，並視中華人民共和國為其國內市場（home market）。

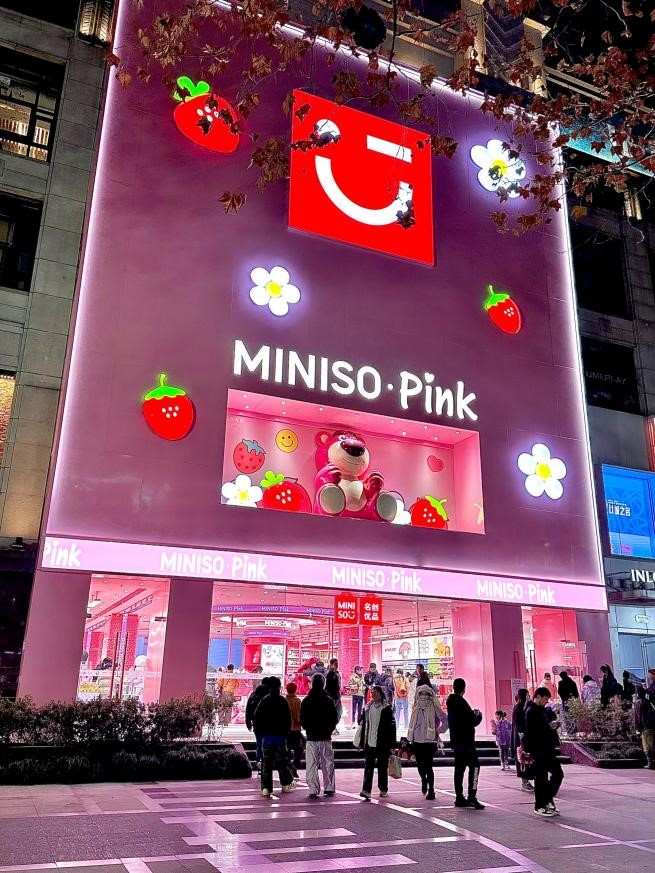
2024年名创优品位于中国上海淮海路的PINK主题店
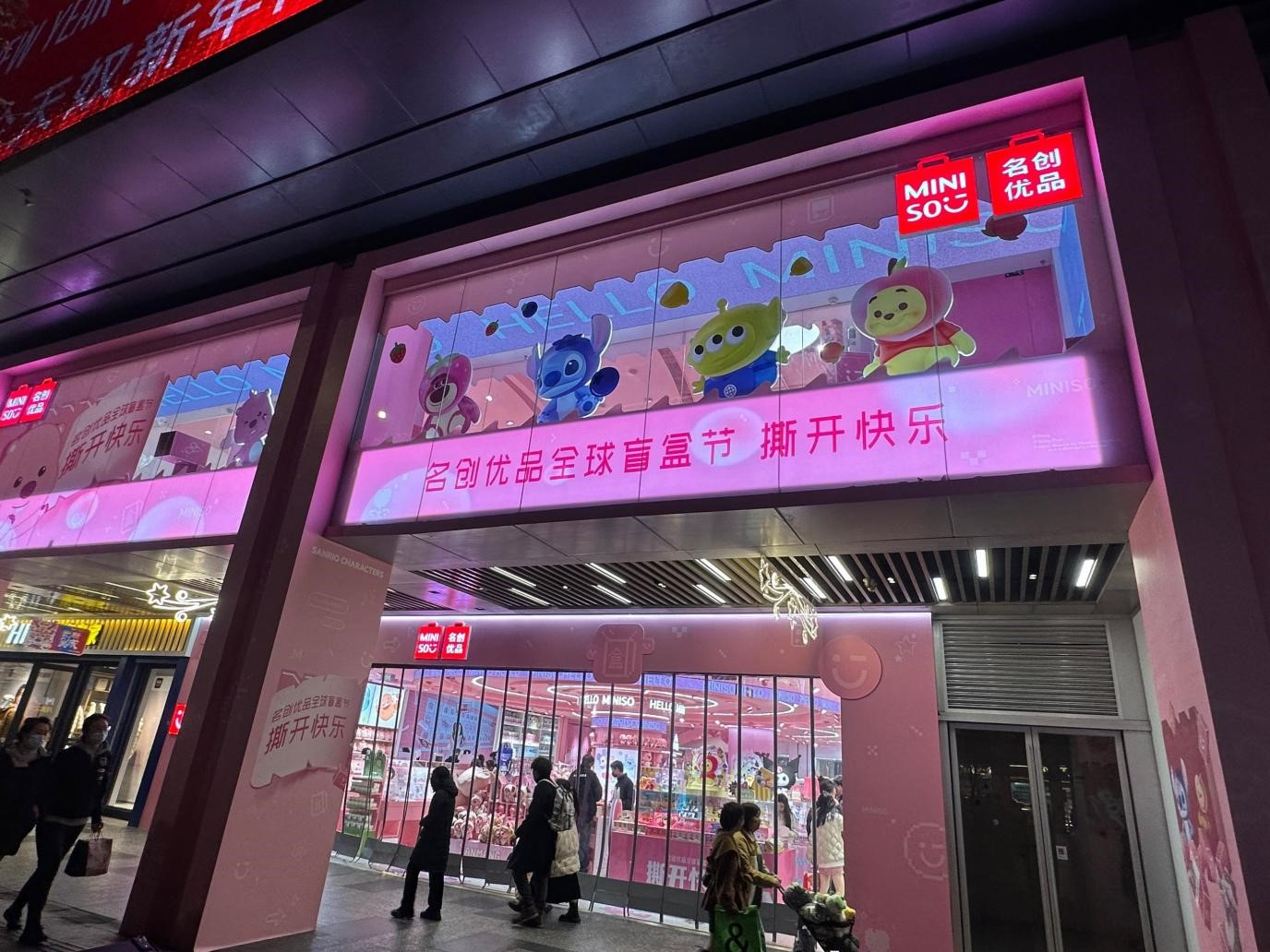
名创优品在杭州延安路的LOOPY联名粉色主题店
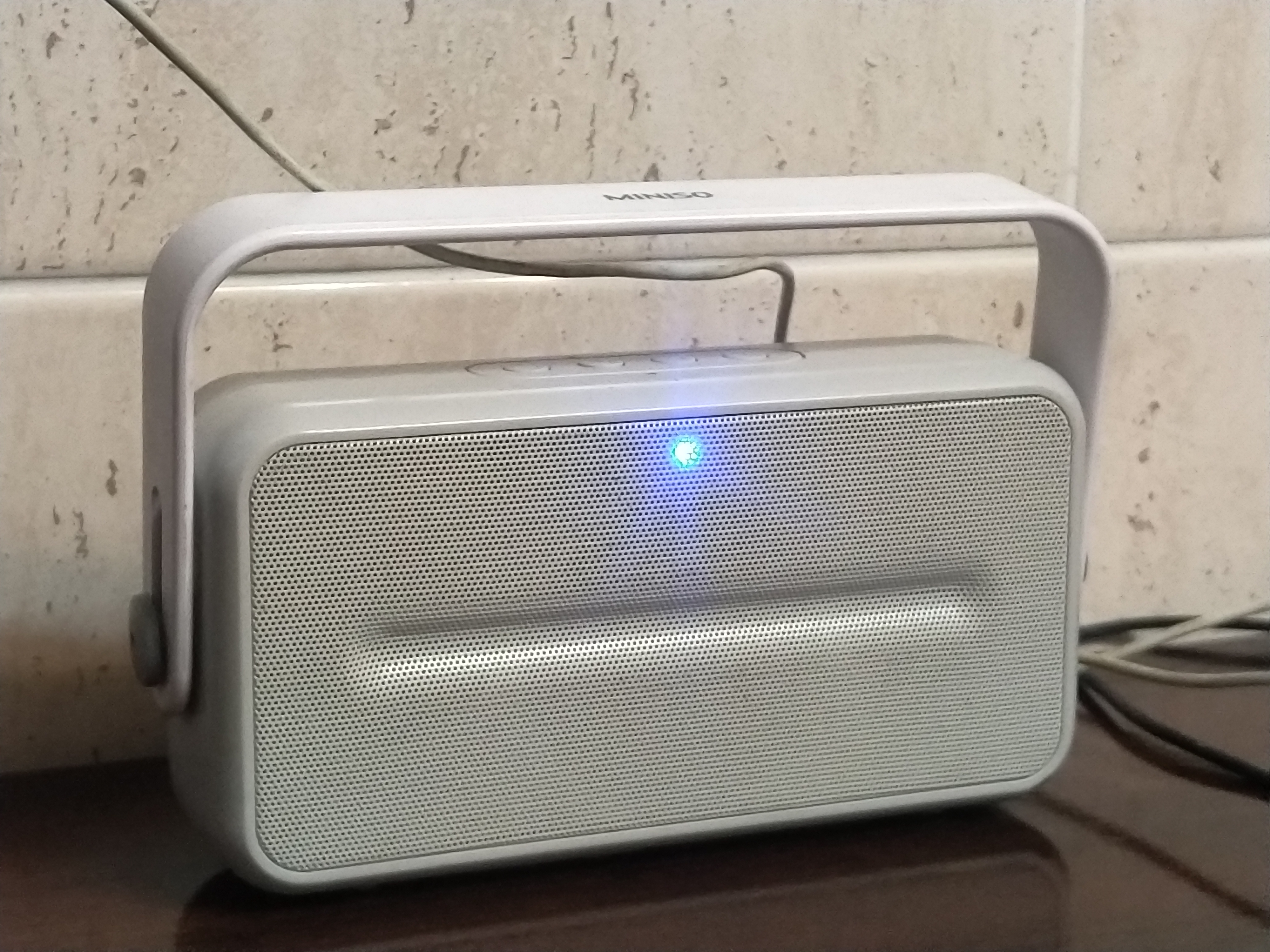
Miniso 藍牙音響 北歐設計師款

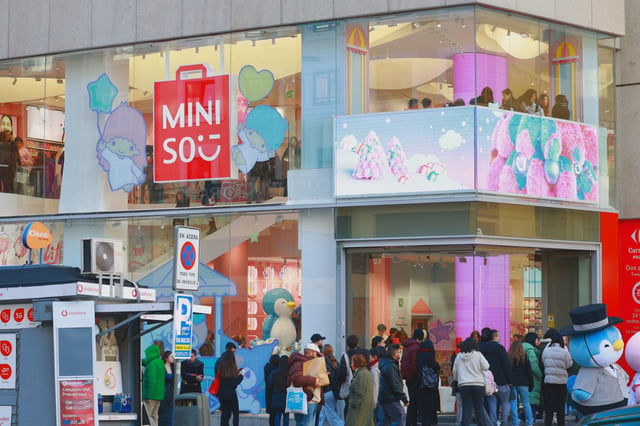
名創優品西班牙馬德里旗艦店同為歐洲首家MINISO LAND店

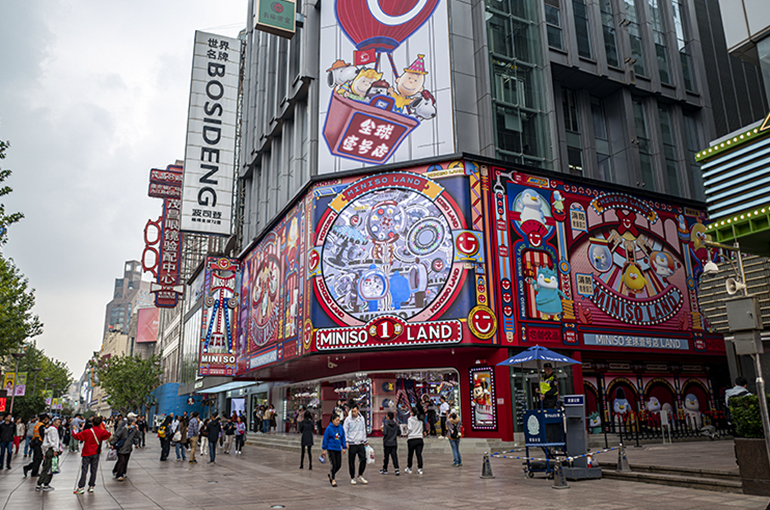
名創優品MINISO LAND全球壹號店位於上海南京路商業街

## 歷史
2013年，葉國富於中國廣東省廣州市創立名創優品，現名創優品品牌与公司归属于名創優品集團控股有限公司，名創優品集團控股旗下包含名創優品、TOP TOY等品牌。
MINISO名創優品已在中國大陸、香港、澳門、美國、墨西哥、加拿大、俄羅斯、英國、西班牙、葡萄牙、阿拉伯聯合大公國、日本、南韓、北韓、新加坡、馬來西亞、泰國、菲律賓、老挝、越南、印尼、澳大利亞、紐西蘭、巴西、阿根廷、南非、尼日利亚、哈萨克斯坦、马达加斯加、委內瑞拉等國家或地區設有分店。其分店大多都選在有華人居住的地方開設。平均每月開店80-100家，預計2020年在全球開店6,000家，營收突破600億人民幣，截至2024年3月，該公司在全球111個國家和地區開店達6,630家，其中近2,600家於紐約、洛杉磯、巴黎、倫敦、杜拜、雪梨、伊斯坦堡等海外知名城市。並提出至2028年的開店計畫，每年淨增900到1,100家門市，且預估全球IP零售額自2023年的1.8万億增長至3万億人民幣。
2018年，名創優品始籌備IPO，由騰訊和高瓴集團各別持有名創優品5.4%的股份。
2019年3月，名創優品與漫威IP正式合作，成為第一家獲得漫威全球IP授權的中國公司。
2019年7月15日，墨西哥首富、億萬富翁卡洛斯·斯利姆旗下零售商Grupo Sanborns和名創優品達成最終協議，Grupo Sanborns將收購名創優品18.27%的股份，交易完成後，加上2019年2月收購的14.99%股份，Grupo Sanborns將合計持有名創優品33.27%的股份。
2020年10月15日，名创优品登陆美国纽交所上市，以发行价计算，目前市值超过60亿美元。
2020年12月，名創優品推出潮流玩具品牌TOP TOY，全球首家旗艦店開在廣州正佳廣場。
2021年，根據弗若斯特沙利文報告，名創優品依產品GMV成為全球最大的自有品牌生活家居綜合零售商；TOP TOY則是自2020年創立，成為中國潮流玩具品牌第七名。
2022年7月13日，名创优品在香港交易所挂牌上市。但同月因合約問題，即將撤出台灣市場。
2023年5月，名創優品在美國紐約開旗艦店，成為歷史第一間入駐紐約時代廣場的中國大陸品牌。
2023年7月，名創優品在韓國Loopy小海狸（露比，為韓國電視動畫片《淘氣小企鵝》中的角色）爆紅不到三週，便取得官方獨家版權的玩偶產品；同月搭上芭比粉熱潮，於湖南長沙的名創優品打造芭比粉主題門店。
2023年11月，名創優品於英國倫敦牛津街開設旗艦店，銷售迪士尼IP聯名系列的熱銷盲盒公仔等商品。
2023年12月，名創優品在印尼購物中心Margo City商場開設了一家以三麗鷗為主題的IP限定主題店。
2024年1月，名創優品與迪士尼IP聯名，於中國武漢將漢路打造主題限定店成為打卡新地標。
2024年3月，名創優品與Chiikawa吉伊卡哇（日本漫畫家ナガノ創作的人氣動漫角色，其官方Twitter帳戶擁有229萬粉絲）IP聯名推出限定款公仔，並於上海舉辦主題快閃活動，創下單店10小時268萬人民幣的歷史新高營業額。
2024年4月，名創優品於國際婦女節再度推出與適逢65周年的Barbie芭比IP聯名。
2024年6月，名創優品以全球IP聯名集合店的品牌定位，融合三麗鷗、迪士尼、BT21、Barbie芭比、史努比等多個熱門IP，推出超過2,400個IP聯名產品，於香榭麗舍大街開旗艦店，成為首間入駐法國巴黎的中國品牌；同月於中國香港開設荷里活廣場旗艦店，面積超過4,300尺。
2024年10月，名創優品以哈利波特、三麗鷗、迪士尼及Chiikawa吉伊卡哇等全球IP匯聚，於上海開設首間IP主題樂園，設有摩天輪及旋轉木馬設施。
2024年12月，名創優品在中國城都開設MINISO LAND門市，並邀請品牌代言人陳飛宇為成都壹號店揭幕；同月於西班牙首都開設馬德里旗艦店，占地超過1,100平方公尺，為歐洲引入「IP主題樂園式」的購物體驗。
2025年1月，名創優品與《黑神話：悟空》IP聯名開設MINISO LAND北京壹號店，並推出「黑神話 BLACKMYTH」系列商品。

## 獎項
2018年、2019年，名創優品以波浪鉛筆盒、水立方系列水杯、劍玉中性筆、圓折燈等7項產品榮獲德國iF設計獎；2021年，名創優品以萬刷毛牙刷、極簡雙面化妝鏡兩款產品榮獲紅點設計獎。
2023年、2024年，名創優品以提供IP聯名和原創為特色的高品質商品，及於中國上海開設的迪士尼IP聯名旗艦店、印尼第一家IP聯名的三麗鷗主題旗艦店，而連續兩年榮獲亞洲零售大獎Retail Asia Awards頒發年度最佳國際零售商獎及年度最佳小型店鋪設計獎，2023年也榮登胡潤中國500強榜單，胡润百富榜董事长兼首席调研官表示，傳統定義跨國企業是20%的銷售額來自海外市場，符合這定義的中國企業並無想像的多，而名創優品以卓越的市場表現和全球化戰略成果，成功列入新上榜TOP10企業。
2024年，名創優品以IP官方授權推出86個智慧財產權的4616件新產品，涵蓋電子、包裝、配件、玩具、美妝、家居、洗護用品、香水等領域，而獲頒馬來西亞紀錄大全的全馬最多IP零售品牌的最具智慧財產權商品獎項，同年也榮獲國際金融雜誌機構投資者Institutional Investor的亞洲最佳管理團隊獎項、德勤的中國卓越管理公司獎項、福布斯中國的跨國經營30強榜單，並由創始人葉國富獲頒中國最佳CEO、最受員工歡迎雇主的榜單。

## 社會責任
2022年2月，名創優品與秘魯NGO組織ECOAN合作植樹的公益項目，以保護企鵝家園、展開Take Penpen Home活動，共有30多個國家參與、累計捐款13.4萬歐元並為安地斯山脈造林、種植115,000顆樹。
2023年12月，名創優品捐贈1000萬人民幣成立小動物保護公益基金，除提倡領養代替購買外，也攜手北京愛它動物保護公益基金會共同宣導反虐待動物法律、流浪動物科學救助及保護、培養成為合格搜救犬等。並於2024年完成在14個城市舉辦20場公益領養活動，幫助了380隻流浪動物及110隻退役工作犬進入新家庭，讓「領養代替購買」理念落地化為溫暖行動，更結合中國超過1400家門市和線上商城皆響應公益藍主題，以每銷售一件公益產品就捐贈金額來支持流浪動物的科學救助工作。
2024年3月，為減低年輕家庭生育問題，名創優品集團投入1000萬人民幣作為婚育獎勵金，支持年滿一年的正式在職員工、創造友好型職場、為女性建立友善文化，截至2024年底，中國女性員工占比65%、中階以上管理職佔比達55.9%。截至2025年3月已發放結婚禮金73份、生育禮金82份，累計金額達187萬元。[南方網 2025-03-07] [MINISO Group Holding Limited (PDF) - 2025-03-31]
2025年1月，名創優品除已在Wind ESG評級「AA」級，位居業界第一；也獲頒 MSCI明晟 ESG(環境、社會和公司治理)评级的AA級。

## 爭議

### 山寨爭議
自開業起，名創優品設定為以「日本風」為主，其標誌、店面形象及商品與UNIQLO、無印良品、大創十分相近，甚至因過於相似而引起抄襲的爭論。而其「100%日本品質」的標示也非確實，事實上其超過九成產品為中國製造，並非日本製造。其商業手法亦被稱為「山寨式」商法。
評論認為，名創優品能在經濟逆境時期把純利極低的十元店事業擴充，就是因為他們能成功讓消費者混淆，以為他們是日本品牌。事實上，多數南美洲人包括日裔在內就認為名創優品是日本品牌。

### 虛假標示
名創優品也有公司地址標示不一、標示虛構地址、以及網站使用百度翻譯產生的不自然的日語等問題。按其所販賣的「進口商品」上所述，名創優品全名為「株式会社名創優品産業」，位於日本東京都中央區銀座3-10-7（銀座京屋大樓7F）。以前亦曾標示該企業位於澀谷區神社前4-2-8此一並不實際存在的地址，但後來其設立者表示為誤植。另外亦有部分商品上標示的製造者地址位於目黑區原町，標示並不一致。其官方網站號稱獲北歐著名設計師團隊為其設計產品，惟有傳媒越洋聯絡該批北歐設計師，過半設計單位稱並未跟名創優品合作，更表示「被加入」設計師團隊一事毫不知情，部分設計師指網站盜取了他們設計的圖片，亦曾有設計師得悉事件後要求名創優品移除他們的名字但未獲理會。

### 侵犯版權
名創優品的多項產品亦被指侵犯版權，未指授權盜用不同漫畫家和插畫師的設計角色。在中國大陸，名創優品及其商標持有人賽曼投資曾牽涉多宗知識產權侵權訴訟，大多數訴訟均以名創優品賠償作結。
名創優品的商品總監表示，他們的商品和其他名牌相似的原因是他們就是該名牌產品的代工廠，所以外觀類似是合理的。

### 擔保融資
有報導指，分利寶這個P2P網貸平台的地址、董事長、創辦人、投資基金都一致，並有消息指該平台是為支持名創優品而設的。但是，由於該分利寶平台在收集個人投資者資金後，由名創優品擔保，以高達18%的年利率再貸款給名創優品的加盟商，並要讓加盟商交錢給名創優品，這種融資方式被質疑把經營風險轉嫁給了加盟商來進行違反中國大陸法規的「自融」（自我融資）行為，亦涉嫌違反禁止向出借人提供「自擔保」的法規，其個體融資金額亦涉嫌超出上限。但是，名創優品回覆稱，他們的「產融結合模式」不是自融，認為質疑者不了解其P2P融資的運作本質。同時，按照官方公告，分利寶這個網路貸款投資對接平台的主要資產是來自於名創優品，投資者可得年利率6-11%比較「穩健」。這樣的模式，使名創優品專心做產品開發和數據管理，讓加盟主獲得品牌賦能、降低存貨風險，可專注尋找合適門店資源。然而讓名創優品為加盟商「輸血」把資產在內部循環來實現其商業帝國，[澎湃新聞 2020-12-25]為了順利在美國紐交所上市，於2020年8月徹底關閉分利寶、和主動暫停相關P2P平台。[雪球網 2020-08-10]

### 商業模式
有加盟商指出，因設計、研發、人員培訓等營運管理皆為總部負責，但由於名創優品要求個體加盟商呈交62%收入以外還要繳付各種費用，需要多年才能回本，因此個別加盟店難以賺錢而且也導致很多老的名創優品加盟店倒閉。但是也有些加盟商能成功回本再擴張。此外，其在中國之外的積極擴張計劃被視為符合中國的一帶一路政策。以越南市場為例，透過與樂寶明集團達成代理合作，使得名創優品藉其廣大的通路而在越南市場迅速拓展。

### 品牌名稱
名創優品聲稱，其英文名Miniso源自單詞「mini」，源自迷你超市的概念代表日本的「minimarts」。此外，他們聲稱選擇紅色作為品牌的主色調，是因為紅色在亞洲文化被認為代表吉祥的意思。但是，日本沒有「minimarts」，日本的便利店通常被稱為コンビニ（convenience store）。名創優品的日文名「メイソウ」是“名創”二字的音譯，並沒有「mini」的意思。

### 旗袍公仔被误译为“日本艺伎”
2022年7月25日，名创优品西班牙Instagram账号发布了一则“公主系列公仔盲盒”帖文，在该贴文中，中国旗袍公仔被错误地翻译为“日本艺伎”。8月9日，该公司发布致歉声明称，总部收到网友反馈后，第一时间要求西班牙代理商团队删除了该贴文，并对当地社媒代理运营机构采取了处罚措施，立即终止了合作关系，並於8月18日再次發布致歉聲明，表示即日起收回海外代理商自主營運的品牌帳號，將海外社群媒體改由總部統一管理、絕不再犯，在此事爆出后，后续也因此出现了一些不让放中文歌、签约仪式上悬挂日本国旗等零星争议。其實自2019年已经开始“去日化”整改，包含陸續簽訂獲得官方版授權，改造國內外分店為中國式的風格，撤除利用過日本國旗的行為、更換日本文化廣告招牌、日式店鋪設計、日文元素購物袋，店內開始播放日本風以外音樂，和商品日語翻譯錯誤標籤更正等，致歉聲明中提及當前事件，公司承認深感慚愧和自責，並定位「堂堂正正的中國品牌」，将在2023年3月31日前完成全球所有门店装潢和宣传物料的整改工作。
名創優品目前自稱本身店面以品牌集聚地為理念，將設計感帶入日常雜貨產品中，雖然在中國以廉價又美感的小資戰略搶市，但名创优品在國際輕奢佈局十分積極，年輕市場銷售利潤不錯，不惜與日本、美國等大IP方聯名合作的方式包裝起自家產品，加盟方式也有所調整，更加多樣性在地化為目標，还是能在中国市场之外快速扩张，闖出海外名號。。

## 圖庫

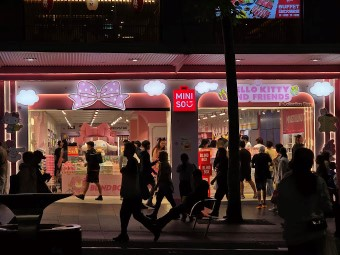
名创优品位于澳大利亚George Street的三丽鸥主题店
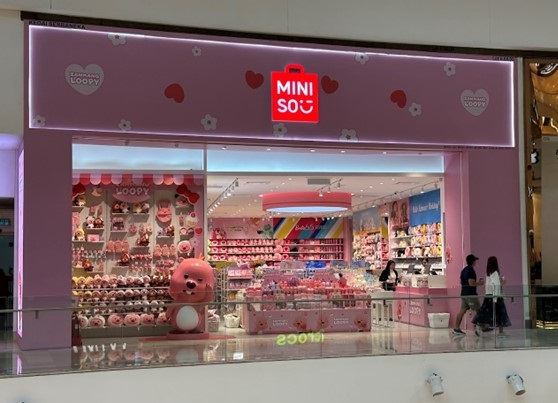
名创优品在马来西亚的LOOPY联名店
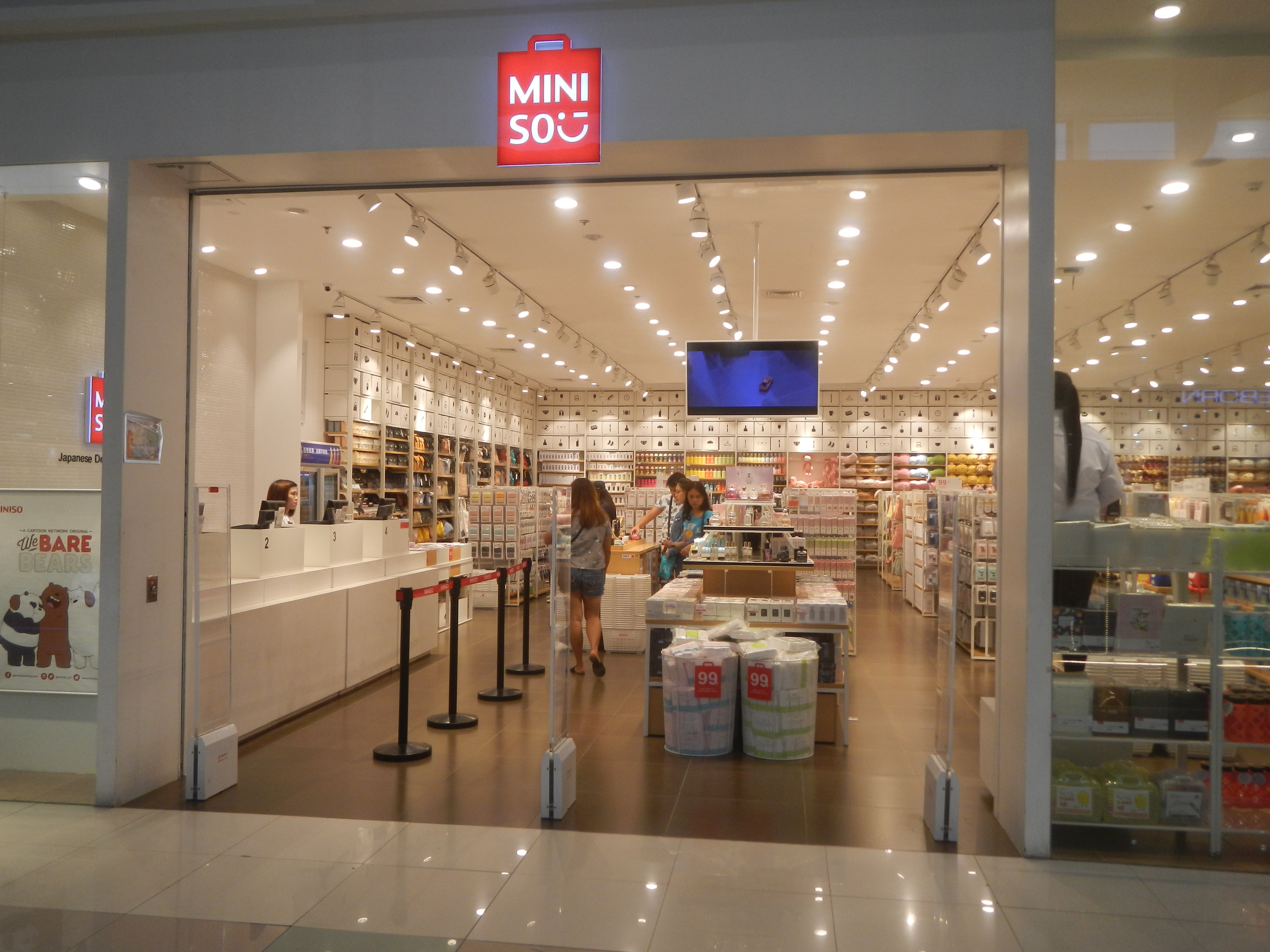
位於菲律賓的名創優品
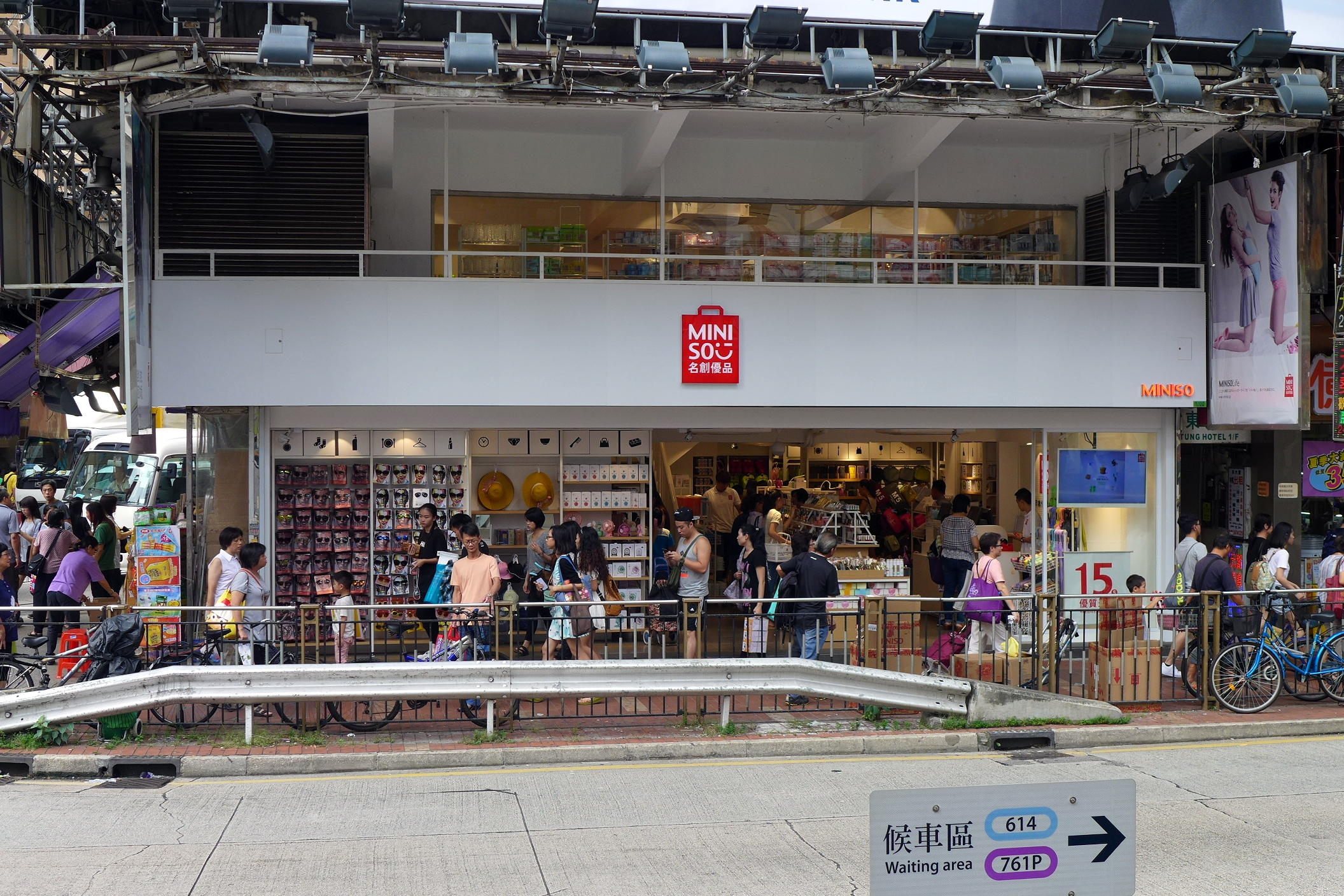
位於香港元朗的名創優品

## 外部連結
- MINISO 名創優品 （页面存档备份，存于）
- MINISO-TW 名創優品 （页面存档备份，存于）